# Serie A2 1981-1982 (pallacanestro maschile)
La Serie A2 1981-1982 è una delle due serie che compongono la prima categoria del campionato italiano maschile di pallacanestro. Vi sono 14 squadre iscritte.
Sono previste due fasi, la prima, regolare con partite di andata e ritorno, la seconda prevede una fase detta ad orologio in cui ogni squadra incontra in casa le tre squadre immediatamente sottostanti la classifica al termine della stagione regolare e fuori casa le tre squadre superiori, al termine delle due fasi le prime 4 squadre classificate oltre alla promozione in serie A1 per la stagione 1982-83, hanno la possibilità di accedere ai play-off scudetto dagli ottavi di finale insieme alle squadre classificate dal 5º all'8º posto.
Le classificate al 5º e 6º posto spareggiano con l'11° e la 12° di serie A1 per la promozione.
Le ultime 2 classificate invece retrocedono in serie B.
Restano ferme in serie A2 tutte le altre squadre.

## Risultati

### Prima Fase
| Risultati             | BRE    | FAB   | RML    | CAS    | LIL   | TRI    | LIP    | GOR   | RIM    | SIE    | NAP     | RMS    | VIG    | UDI    |
| --------------------- | ------ | ----- | ------ | ------ | ----- | ------ | ------ | ----- | ------ | ------ | ------- | ------ | ------ | ------ |
| Cidneo Brescia        |        | 75-67 | 89-82  | 99-97  | 77-79 | 93-79  | 87-80  | 67-66 | 106-95 | 103-95 | 99-75   | 106-99 | 100-83 | 90-78  |
| Honky Wear Fabriano   | 88-80  |       | 81-78  | 74-68  | 80-66 | 52-53  | 73-68  | 75-60 | 78-82  | 77-69  | 81-71   | 98-66  | 85-57  | 71-61  |
| Latertini Roma        | 65-76  | 64-58 |        | 95-106 | 84-85 | 79-80  | 75-78  | 77-79 | 71-79  | 93-91  | 71-81   | 78-92  | 99-93  | 82-79  |
| Latte Matese Caserta  | 77-78  | 77-70 | 77-76  |        | 92-79 | 85-69  | 108-87 | 62-70 | 75-74  | 111-83 | 101-107 | 110-97 | 92-80  | 78-75  |
| Libertas Livorno      | 87-86  | 79-78 | 99-93  | 84-77  |       | 100-89 | 71-72  | 58-62 | 87-74  | 85-80  | 100-88  | 104-75 | 85-76  | 73-70  |
| Oece Trieste          | 81-85  | 73-66 | 76-71  | 76-79  | 75-76 |        | 82-77  | 69-75 | 78-68  | 85-72  | 101-80  | 77-68  | 86-69  | 68-78  |
| Rapident Livorno      | 66-72  | 81-78 | 85-67  | 81-76  | 76-77 | 91-82  |        | 62-68 | 88-83  | 67-81  | 82-72   | 73-60  | 79-78  | 66-60  |
| San Benedetto Gorizia | 70-67  | 66-64 | 85-71  | 88-66  | 79-66 | 74-65  | 86-66  |       | 71-62  | 80-74  | 88-71   | 95-76  | 81-72  | 66-53  |
| Sacramora Rimini      | 81-100 | 71-73 | 97-91  | 87-83  | 87-77 | 89-66  | 75-82  | 76-69 |        | 76-83  | 75-81   | 83-73  | 81-78  | 66-74  |
| Sapori Siena          | 64-77  | 70-78 | 86-68  | 90-89  | 72-66 | 74-77  | 80-75  | 63-61 | 71-83  |        | 102-94  | 84-65  | 71-65  | 108-94 |
| Seleco Napoli         | 67-86  | 62-67 | 98-108 | 0-2    | 70-91 | 67-66  | 81-78  | 63-65 | 75-87  | 80-79  |         | 63-65  | 71-69  | 66-65  |
| Stella Azzurra Roma   | 83-93  | 69-84 | 78-80  | 71-78  | 72-87 | 67-84  | 100-83 | 64-66 | 79-76  | 81-84  | 71-70   |        | 85-80  | 93-77  |
| Sweda Vigevano        | 86-88  | 78-96 | 67-66  | 89-84  | 70-68 | 76-79  | 79-82  | 78-73 | 94-71  | 73-71  | 75-63   | 90-93  |        | 78-77  |
| Tropic Udine          | 72-76  | 71-65 | 100-87 | 75-66  | 87-82 | 70-69  | 77-70  | 66-72 | 86-75  | 92-91  | 84-75   | 77-72  | 111-89 |        |

### Fase ad orologio
| Risultati             | BRE   | FAB   | RML   | CAS    | LIL    | TRI   | LIP     | GOR   | RIM   | SIE    | NAP    | RMS   | VIG   | UDI   |
| --------------------- | ----- | ----- | ----- | ------ | ------ | ----- | ------- | ----- | ----- | ------ | ------ | ----- | ----- | ----- |
| Cidneo Brescia        |       | 81-82 | -     | -      | 111-90 | -     | -       | 78-66 | -     | -      | -      | -     | -     | -     |
| Honky Wear Fabriano   | -     |       | -     | 78-73  | -      | -     | 93-58   | -     | -     | -      | -      | -     | -     | 75-62 |
| Latertini Roma        | 83-86 | -     |       | -      | 89-87  | -     | -       | 79-94 | -     | -      | -      | -     | -     | -     |
| Latte Matese Caserta  | -     | -     | -     |        | -      | 83-84 | 83-76   | -     | -     | -      | -      | -     | -     | 78-70 |
| Libertas Livorno      | -     | 70-66 | -     | 108-97 |        | -     | -       | -     | -     | -      | -      | -     | -     | 82-81 |
| Oece Trieste          | -     | -     | -     | -      | -      |       | -       | -     | 99-97 | 72-65  | -      | 86-75 | -     | -     |
| Rapident Livorno      | -     | -     | -     | -      | -      | 85-89 |         | -     | 93-98 | 87-75  | -      | -     | -     | -     |
| San Benedetto Gorizia | -     | 65-61 | -     | 73-79  | 71-68  | -     | -       |       | -     | -      | -      | -     | -     | -     |
| Sacramora Rimini      | -     | -     | -     | -      | -      | -     | -       | -     |       | 106-89 | -      | 85-68 | 89-85 | -     |
| Sapori Siena          | -     | -     | -     | -      | -      | -     | -       | -     | -     |        | 89-80  | 85-63 | 80-74 | -     |
| Seleco Napoli         | 86-89 | -     | 88-77 | -      | -      | -     | -       | 71-65 | -     | -      |        | -     | -     | -     |
| Stella Azzurra Roma   | -     | -     | 85-90 | -      | -      | -     | -       | -     | -     | -      | 101-95 |       | 68-85 | -     |
| Sweda Vigevano        | 83-92 | -     | 88-79 | -      | -      | -     | -       | -     | -     | -      | 84-92  | -     |       | -     |
| Tropic Udine          | -     | -     | -     | -      | -      | 70-74 | 111-113 | -     | 71-75 | -      | -      | -     | -     |       |

## Classifica
|  |     | Classifica finale 1981-1982 | Pt | G  | V  | P  | PtF  | PtS  |
|  | --- | --------------------------- | -- | -- | -- | -- | ---- | ---- |
|  | 1.  | Cidneo Brescia              | 54 | 32 | 27 | 5  | 2792 | 2552 |
|  | 2.  | San Benedetto Gorizia       | 48 | 32 | 24 | 8  | 2349 | 2189 |
|  | 3.  | Honky Jeans Fabriano        | 40 | 32 | 20 | 12 | 2411 | 2224 |
|  | 4.  | Libertas Livorno            | 40 | 32 | 20 | 12 | 2616 | 2555 |
|  | 5.  | Oece Trieste                | 38 | 32 | 19 | 13 | 2489 | 2456 |
|  | 6.  | Latte Matese Caserta        | 34 | 32 | 17 | 15 | 2609 | 2543 |
|  | 7.  | Sacramora Rimini            | 32 | 32 | 16 | 16 | 2603 | 2594 |
|  | 8.  | Rapident Livorno            | 30 | 32 | 15 | 17 | 2507 | 2577 |
|  | 9.  | Sapori Siena                | 28 | 32 | 14 | 18 | 2571 | 2587 |
|  | 10. | Tropic Udine                | 26 | 32 | 13 | 19 | 2474 | 2491 |
|  | 11. | Seleco Napoli               | 22 | 32 | 11 | 21 | 2403 | 2563 |
|  | 12. | Sweda Vigevano              | 20 | 32 | 10 | 22 | 2521 | 2637 |
|  | 13. | Stella Azzurra Roma         | 20 | 32 | 10 | 22 | 2484 | 2706 |
|  | 14. | Latertini Lazio             | 16 | 32 | 8  | 24 | 2568 | 2723 |

## Spareggio retrocessione
| Pesaro 4 aprile 1982 | Sweda Vigevano | 98 – 87 | Stella Azzurra Roma |  |

## Verdetti
- Promossa in serie A1:  Cidneo Brescia.
Formazione: Diego Livella, Stan Pietkiewicz, Ario Costa, Giordano Marusic, Giuseppe Motta, Silvano Motta, Marco Pedrotti, Marco Solfrini, Fabio Fossati, Oscar Pedrotti, Tom Abernethy. Allenatore: Riccardo Sales.
- Promossa in serie A1:  San Benedetto Gorizia.
Formazione: Pierpaolo Tonsig, Bill Mayfield, Alberto Ardessi, Sergio Biaggi, Paolo Nobile, Roberto Paleari, Moreno Sfiligoi, Davide Turel, Livio Valentinsig, Elvio Pieric, Marco Galluzzo, Eriberto Delli Santi, Paolo Gurtner, Charles Jones. Allenatore: Mario De Sisti.
- Promossa in serie A1:  Honky Jeans Fabriano.
Formazione: Piergiorgio Castelli, Mark Crow, Maurizio Lasi, Luigi Magro, Vincenzo Nunzi, Leonardo Sonaglia, Giovanni Tassi, Rodolfo Valenti, Alessandro Gambelli, Roberto Carsetti, Al Beal. Allenatore: Alberto Bucci.
- Promossa in serie A1:  Libertas Livorno.
Formazione: Fabrizio Fulcieri, Abdul Jeelani, Alessandro Fantozzi, Geremia Giroldi, Massimo Giusti, Alessandro Mori, Giancarlo Lazzari, Divo Muti, Luigi D'Amico, Paolo Launaro, Stefano Baggiani, Rudy Hackett. Allenatore: Ezio Cardaioli.
- Promossa in serie A1:  Pallacanestro Trieste.
Formazione:Fabio Floridan, John Campbell, Wayne Robinson, Gianni Bertolotti, Roberto Ritossa, Alberto Tonut, Piero Valenti, Gino Meneghel, Claudio Scolini, Stefano Pecchi, Mauro Ciuch, Jim Abromaitis. Allenatore: Gianfranco Lombardi.